# セスナ 180

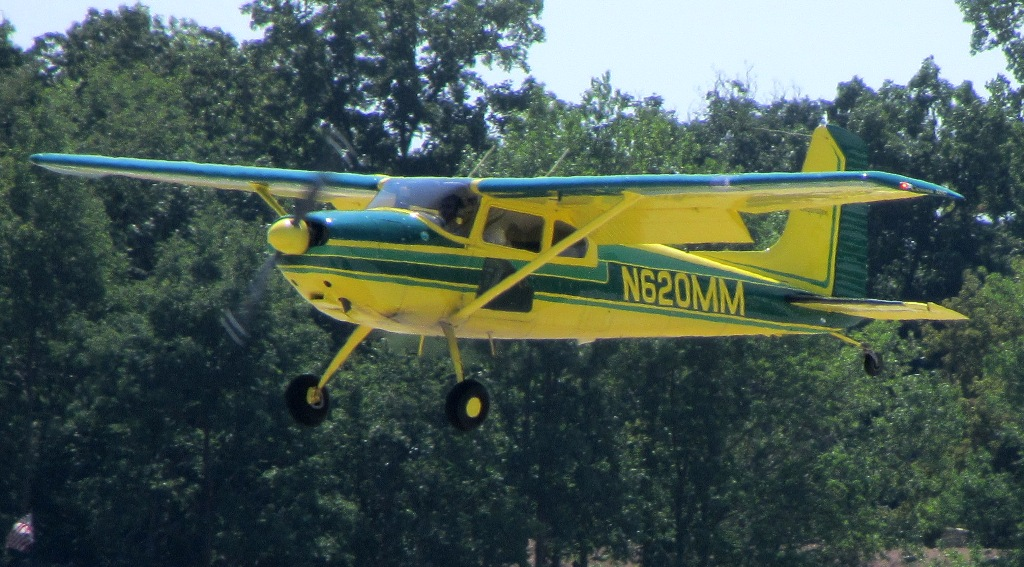
セスナ 180A

セスナ 180 スカイワゴン(Cessna 180 Skywagon)は、セスナ社が開発した軽飛行機。

## 概要
セスナ 170Bにより強力なエンジンを搭載した機体で、これにより主翼面積はそのままに最大離陸重量を増加できた。また、胴体と尾翼も一新されている。初飛行は1952年5月。翌年から引き渡しが始まり、各方面のパイロットに人気を博した。特にアメリカやカナダの遠隔地で林業などに従事していたパイロットからは短距離離着陸能力が高く評価されており、日本の南極地域観測隊も使用していた。
ベースとなった170が生産終了した後も改良が続けられ、180Gからは6座席仕様となった。量産が終了する直前の時点で、180は基本型のスカイワゴンと、予め電子機器パッケージが装備されたスカイワゴンIIの2つの仕様で販売されていた。最終的に1981年まで生産され、総生産数は6,193機。

## 派生型
180
最初の量産型。エンジンはコンチネンタル製O-470-A(225 hp)を搭載。3,000機生産。
180A
エンジンをコンチネンタル製O-470-K(230 hp)に変更。356機生産。
180B
新しい計器盤を装備し、カウリング形状を変更。306機生産。
180C
定速プロペラを採用し、その他にも細かい改良を加えた。250機生産。
180D
152機生産。
180E
燃料系統を変更。118機生産。
180F
オプションで6座席にすることが可能になった。356機生産。
180G
6座席仕様が標準となり、キャビン両側面に窓が追加された。133機生産。
180H
830機生産。これ以降のタイプは後にスカイワゴン180と命名された。
180J
機首に着陸灯を追加。486機生産。
180K
エンジンをO-470-U(230 hp)に変更。

## 採用国（軍用）
オーストラリア
 エルサルバドル
 グアテマラ
 ホンジュラス
 イスラエル
 ミャンマー
 ニカラグア
 フィリピン
 タイ
 ウルグアイ

## 諸元(180)
出典：Airliners.net
- 全長：7.98 m
- 全幅：10.98 m
- 全高：2.29 m
- 翼面積：16.2 m2
- 空虚重量：690 kg
- 最大離陸重量：1,158 kg
- エンジン：コンチネンタル O-470-A 水平6気筒ピストンエンジン(225hp) × 1
- 最大速度：267 km/h
- 巡航速度：260 km/h
- 実用上昇限度：6,100 m
- 航続距離：1,247 km
- 乗客：3名
- 乗員：1名

## 登場作品
『遠い海から来たCOO』
スティングレイ・エアーウェイズのトニー・ボトムズが、観光客を乗せた遊覧飛行などのためにメインで使用する機材。